# Момчило Стојановић
Момчило Мајк Стојановић (енгл. Momcilo "Mike" Stojanovic; Лапово, 26. јануар 1947 — Торонто, 18. новембар 2010) био је српско–канадски фудбалер који је играо на позицији нападача.

## Клупска каријера
Момчило Стојановић (популарни Столе) родио се у Лапову, 26. јануара 1947. године, од оца Витомира и мајке Руже.
У Југославији, играо је у тимовима Радничког из Крагујевца и Вардара из Скопља, који су у то време били део југословенске прве лиге.
Пре него што се преселио у Северну Америку, Стојановић је требао да пређе у Ницу, али је након потписивања уговора имао компликације са папирима. Потписао је за Рочестер ленсерсе за које је постигао 17 голова и укупно 41 поен у периоду од 1976. до 1980. године. Тај резултат је Стојановића сврстао на четврто место водећих стрелаца НАСЛ лиге. Резултат је имао већу тежину због чињенице да му је то била прва сезона у тој лиги. Стојановић је наредне сезоне заузео пето место за најбољег стрелца са укупно 14 постигнутих голова и 33 освојена поена. Његова најпродуктивнија сезона била је 1981. године, када је завршио трећи са 23 гола и 52 поена. Те сезоне је играо у тиму Сан Дијего сокерса (1981–1982). Исте сезоне проглашен је за најбољег играча године у НАСЛ лиги и Северној Америци. Стојановић је играо и за Сан Хозе ертквејкс (1982). Била је то његова последња сезона у НАСЛ-у. Стојановић је заузео девето место на листи најбољих стрелаца свих времена у НАСЛ-у са укупно 83 постигнута гола у 179 утакмица и десети на листи свих времена са укупно 211 постигнутих поена. Занимљиво је да је на тој ранг листи био боље рангиран од легендарних фудбалера као што су: Џорџ Бест, Пеле и Франц Бекенбауер. Био је у другом тиму ол-стара лиге 1977. и у почасном ол-стар тиму 1981. године. Године 1977. Стојановић је именован у тим деценије Рочестер ленсерса.
Стојановић је играо и за клуб из Торонта под називом ФК Српски бели орлови. Ту је наступао од 1973. до 1976. године. Српски бели орлови играли су у Националној фудбалској лиги док је Стојановић био у њиховим редовима. У том клубу Стојановић је за само две сезоне постигао укупно 96 голова. У сезони 1974. постигао је укупно 52 гола и до данас је то рекорд клуба, али и Националне фудбалске лиге. Године 1983. играо је за Хамилтон стилерсе у Канадској професионалној фудбалској лиги. Године 1992. Стојановић је са 45 година играо за ФК Уједињени Срби са седиштем у Ошави.

## Репрезентативна каријера
Стојановић је имао 33 године када је одиграо своју прву утакмицу за сениорски тим Канаде. Било је то 15. септембра 1980. године у Ванкуверу (победа над репрезентацијом Новог Зеланда од 4–0). Успео је да постигне један гол на том мечу. Играо је на сваком мечу за репрезентацију Канаде 1980. и 1981. године. Укупно у тих 15 утакмица постигао је пет голова. Последњи меч одиграо је 21. новембра 1981. у ремију од 2–2 против Кубе у квалификацијама за Светско првенство 1982. године. Тај меч је одигран у Тегусигалпи.

#### Репрезентативни голови
| #  | Датум               | Место одигравања                                      | Противник         | Резултат при поготку | Резултат на крају утакмице | Тип утакмице                                    |
| -- | ------------------- | ----------------------------------------------------- | ----------------- | -------------------- | -------------------------- | ----------------------------------------------- |
| 1. | 15. септембар 1980. | Стадион Империја, Ванкувер, Канада                    | Нови Зеланд       | 4–0                  | 4–0                        | Пријатељска утакмица                            |
| 2. | 18. октобар 1980.   | Егзибишен стадион, Торонто, Канада                    | Мексико           | 1–0                  | 1–1                        | Квалификације за Светско првенство 1982. године |
| 3. | 12. октобар 1981.   | Скинер Парк, Сан Фернандо, Тринидад и Тобаго          | Тринидад и Тобаго | 3–0                  | 4–2                        | Пријатељска утакмица                            |
| 4. | 2. новембар 1981.   | Естадио Тибурсио Кариас Андино, Тегусигалпа, Хондурас | Салвадор          | 1–0                  | 1–0                        | Квалификације за Светско првенство 1982. године |
| 5. | 6. новембар 1981.   | Естадио Тибурсио Кариас Андино, Тегусигалпа, Хондурас | Хаити             | 1–1                  | 1–1                        | Квалификације за Светско првенство 1982. године |

## Признања
Стојановић је 6. јуна 2009. примљен у Кућу славних Канадског фудбалског савеза. Дана 7. августа 2009. године, на церемонији пре утакмице, екипа Српских белих орлова повукла је из употребе дрес са бројем 9 који је Стојановић носио док је играо за клуб. То је једини број дреса који је клуб повукао.

## Смрт
Стојановић је 18. новембра 2010. у 63. години преминуо у Торонту после дуге борбе са раком стомака. Сахрањен је два дана касније на манастирском гробљу Манастира Светог Преображења Господњег у Милтону.